# Middengebied (Hoogvliet)
Het Middengebied of Centrum van Hoogvliet is een wijk in het centrum van het Rotterdamse stadsdeel Hoogvliet. Het Middengebied wordt begrensd door de Laning in het noorden, de Kouwenaardseweg in het oosten en de Aveling in het zuiden en westen.
In de wijk ligt het winkelcentrum 'Binnenban'. Oorspronkelijk gebouwd naar voorbeeld van de Lijnbaan maar in de loop der jaren vele malen uitgebreid en gemoderniseerd. Het is een van de weinige grote winkelcentra in de wijde regio waar nog volop gratis parkeergelegenheid is. De weekmarkt is op donderdag op het parkeerterrein aan de westzijde.
Daarnaast kent de wijk veel sociale woningbouw en zijn nog delen van het oude kerkdorp Hoogvliet te vinden, waaronder de hervormde Dorpskerk uit 1660 en het RTM tramstation.
Het heeft onder andere een zwembad en sportcomplex met Budokan Rotterdam van Chris de Korte.

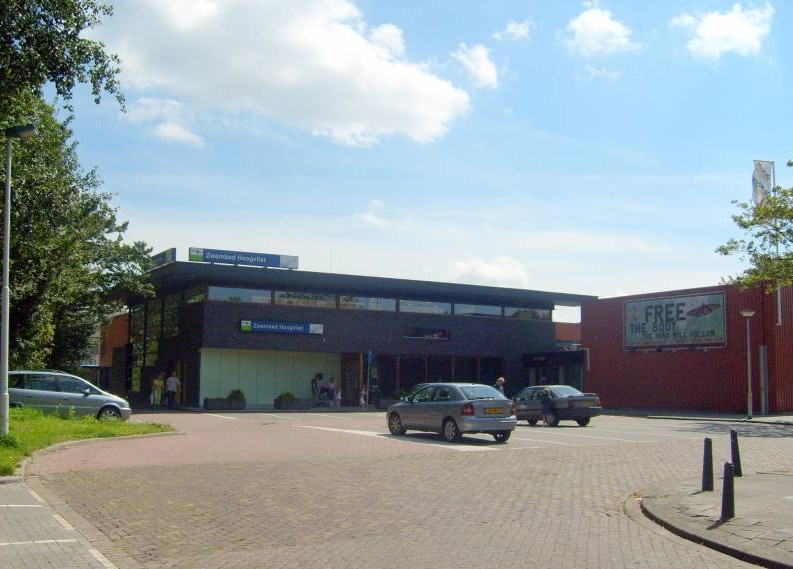
Zwembad-en sportcomplex Hoogvliet.
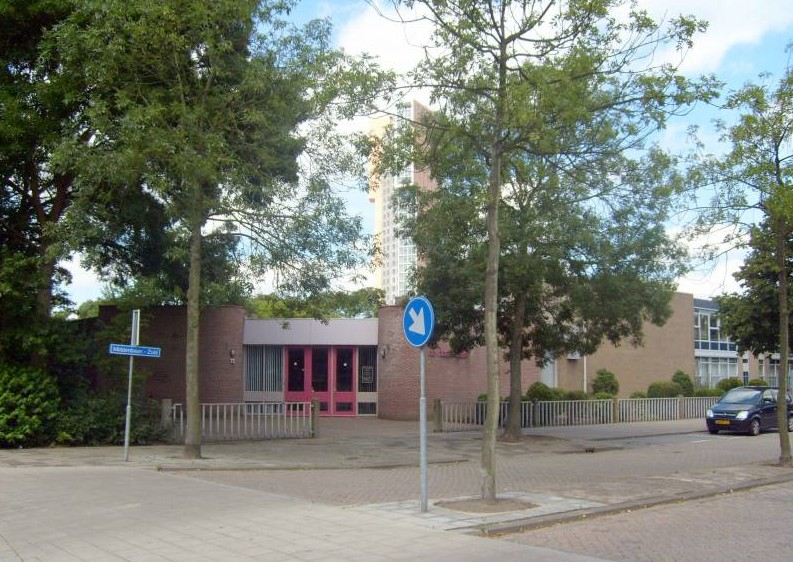
De Geref.Vrijgemaakt de Hoeksteen uit 1970.

Boomgaardshoek · 
Gadering · 
Meeuwenplaat · 
Middengebied · 
Nieuw Engeland · 
Oudeland · 
Tussenwater · 
Westpunt · 
Zalmplaat
Rotterdam Centrum ·
Rotterdam-Noord ·
Rotterdam-Oost ·
Rotterdam-West ·
Rotterdam-Zuid ·
110-Morgen ·
Afrikaanderwijk ·
Agniesebuurt ·
Bergpolder ·
Beverwaard ·
Blijdorp ·
Blijdorpse polder ·
Bloemhof ·
Boomgaardshoek ·
Bospolder-Tussendijken ·
CS-kwartier ·
Carnisserbuurt ·
Cool ·
Crooswijk ·
De Esch ·
De Veranda ·
Delfshaven ·
Delfshaven-Schiemond ·
Dijkzigt ·
Feijenoord ·
Gadering ·
Groenenhagen-Tuinenhoven ·
Groot-IJsselmonde ·
Heijplaat ·
Het Lage Land ·
Hillegersberg ·
Hillesluis ·
Homerusbuurt ·
Hordijkerveld ·
Kandelaar ·
Karl Marxbuurt ·
Katendrecht ·
Kiefhoek ·
Kleinpolder ·
Kleiwegkwartier ·
Kop van Zuid ·
Kralingen ·
Kralingse Veer ·
Kreekhuizen ·
Landzicht ·
Liskwartier ·
Lloydkwartier ·
Lombardijen ·
Meeuwenplaat ·
Middelland ·
Middengebied ·
Millinxbuurt ·
Molenlaankwartier ·
Molièrebuurt ·
Nesselande ·
Nieuw Engeland ·
Nieuw-Mathenesse ·
Nieuwe Westen ·
Nooddorp ·
Noordereiland ·
Ommoord ·
Oosterflank ·
Oud-Charlois ·
Oud-IJsselmonde ·
Oud-Mathenesse ·
Oude Noorden ·
Oude Westen ·
Oudeland ·
Overschie ·
Pendrecht ·
Prinsenland ·
Provenierswijk ·
Reyeroord ·
Rubroek ·
Sagenbuurt ·
Scheepvaartkwartier ·
Schiebroek ·
Schiemond ·
's-Gravenland ·
Smeetsland ·
Spaanse Polder ·
Spangen ·
Sportdorp ·
Stadsdriehoek ·
Struisenburg ·
Tarwewijk ·
Terbregge ·
Tussenwater ·
Varenbuurt ·
Vondelingenplaat ·
Vreewijk ·
Waalhaven ·
Westpunt ·
Wielewaal ·
Witte Dorp ·
Zalmplaat ·
Zenobuurt ·
Zestienhoven ·
Zevenkamp ·
Zomerland ·
Zuidwijk